# Vivi la vita
Vivi la vita è un cortometraggio del 2019, scritto e diretto da Valerio Manisi e interpretato da Alvaro Vitali. Il film partecipa all'Ischia Film Festival nel 2021. La colonna sonora Si turnasse a nascere è di Nino D'Angelo.